# Dapania
Dapania es un género de plantas fanerógamas de la familia Oxalidaceae con siete especies. Son árboles tropicales perennes.

## Especies
- Dapania grandifolia Veldkamp
- Dapania griffithii Knuth
- Dapania macrophylla Knuth
- Dapania monophylla Knuth
- Dapania pentandra Capuron
- Dapania racemosa' Korth.
- Dapania scandens Stapf